# Martín José Iriarte
Martín José Iriarte Urdániz (Urriza, 8 de octubre de 1799-Gayangos, 8 de julio de 1872) fue un militar y político español.

## Biografía
En 1817 embarcó hacia América, luchando bajo las órdenes de Mariano Osorio en Chile (particularmente en la batalla de Cancha Rayada y la de Maipú) y Perú (batalla de Ayacucho) hasta su regreso a España en 1825.
Gobernador militar de Tarragona, participó en la lucha contra los carlistas en Cataluña y sufrió una derrota contra Ramón Cabrera el 18 de junio de 1836 en la batalla de Ulldecona.
Brigadier y hombre de confianza de Baldomero Espartero, fue nombrado virrey de Navarra en 1837.
En noviembre de 1839 fue nombrado comandante militar de Orense. Destinado en La Coruña, asistió a la rebelión progresista de 1840 y fue nombrado por la Junta Central capitán general de Galicia el 14 de septiembre de 1840, en sustitución de José Laureano Sanz y Soto de Alfeirán. El 4 de noviembre fue sustituido por el general Santos Fernández San Miguel y Valledor.
Fue elegido como diputado por el distrito de La Coruña en las elecciones de febrero de 1841. Nombrado senador por La Coruña el 29 de marzo de 1841, renunció el 30 de abril. También fue miembro de la Junta de Salvación, Armamento y Defensa de Madrid en 1854 entre el 19 de julio y el 1 de agosto.
Ascendido a teniente general el agosto de 1854, fue nombrado capitán general de las Vascongadas. Volvió a ser elegido como diputado por la provincia de Cuenca en 1854 y a ser nombrado capitán general de Galicia el 29 de septiembre de 1855, pero cesó el 18 de octubre de este mismo año. En diciembre, fue nombrado inspector de carabineros del Tesoro, y finalmente fue director general en 1859. También fue nombrado senador vitalicio en 1858.